# Malasia en los Juegos Paralímpicos de Londres 2012
Malasia estuvo representada en los Juegos Paralímpicos de Londres 2012 por un total de 22 deportistas, 16 hombres y seis mujeres.

## Medallistas
El equipo paralímpico malasio obtuvo las siguientes medallas:
| Nombre                  | Deporte       | Evento                             |
| ----------------------- | ------------- | ---------------------------------- |
| Oro                     |               |                                    |
| —                       |               |                                    |
| Plata                   |               |                                    |
| Hasihin Sanawi          | Tiro con arco | Recurvo individual W1/W2 masculino |
| Bronce                  |               |                                    |
| Muhammad Ziyad Zolkefli | Atletismo     | Peso F20 masculino                 |